# Lobelia irasuensis
Lobelia irasuensis är en klockväxtart som beskrevs av Jules Émile Planchon och Oerst.. Lobelia irasuensis ingår i släktet lobelior, och familjen klockväxter.

## Underarter
Arten delas in i följande underarter:
- L. i. fucata
- L. i. irasuensis
- L. i. picta

## Bildgalleri

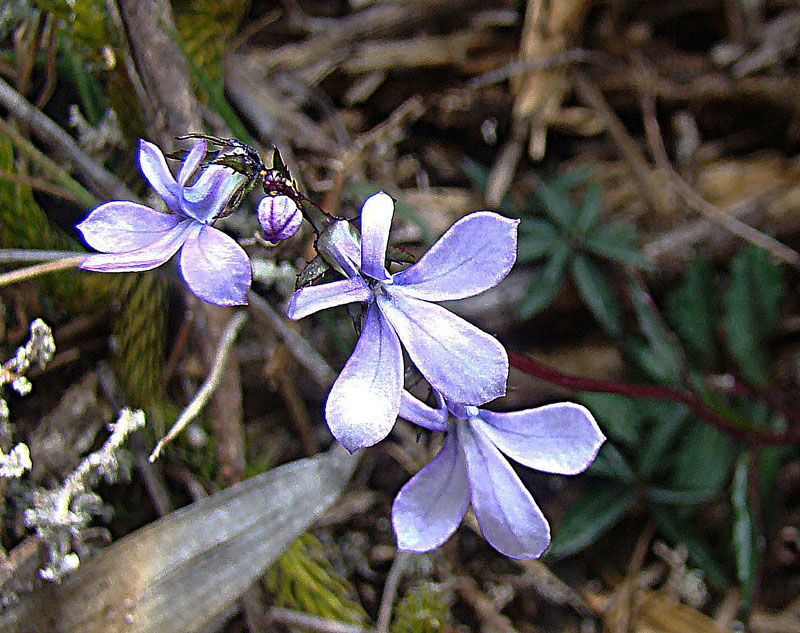
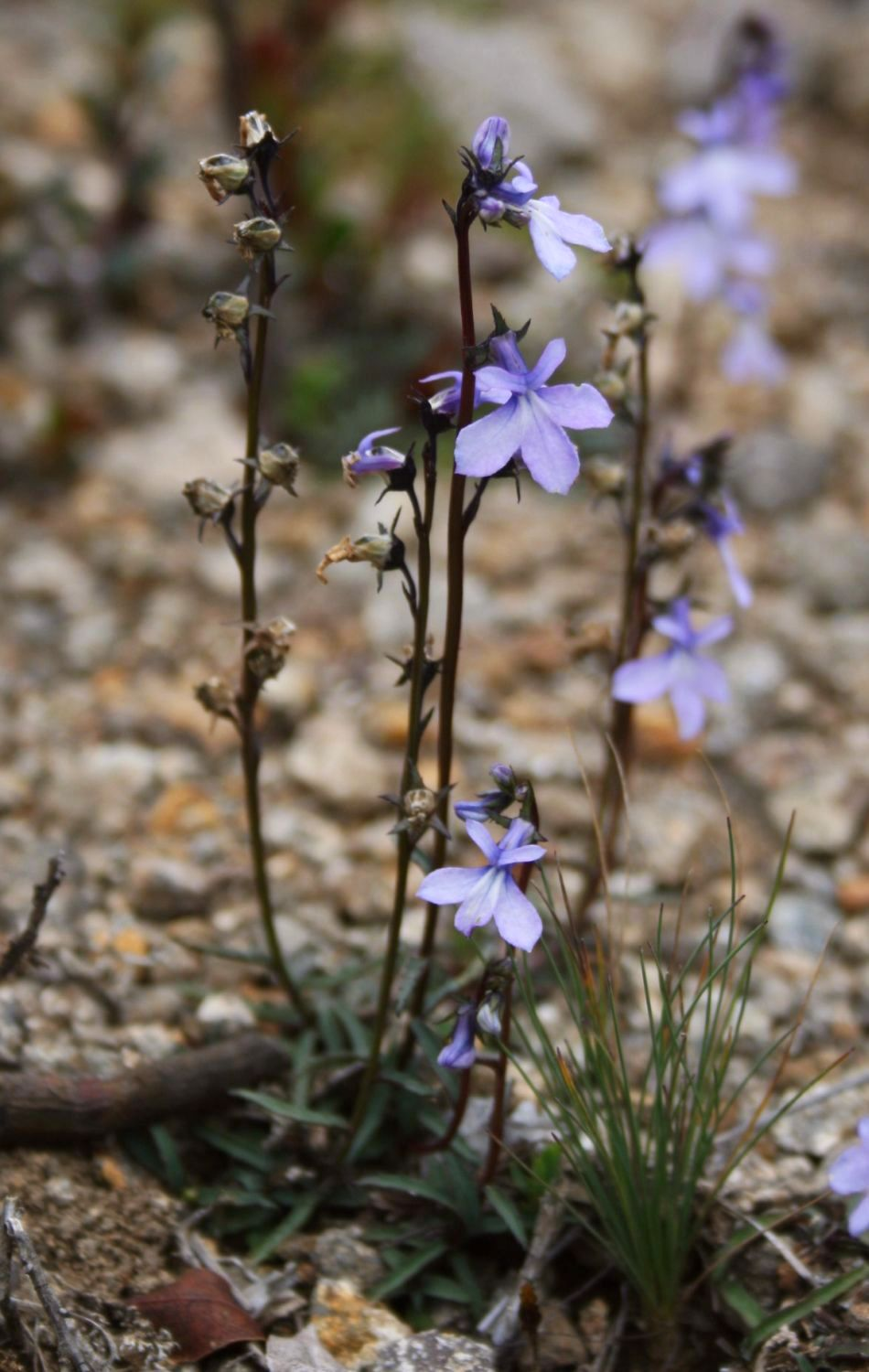